# یورای یانوشیک
یورای یانوشیک (اسلواکی: Juraj Jánošík؛ ‏ تلفظ اسلواک: [ˈjuraj ˈja:nɔʃi:k]؛ ‏ غسل تعمید داده‌شده در ۲۵ ژانویه ۱۶۸۸ – درگذشت ۱۷ مارس ۱۷۱۳) یک راهزن جاده‌ای اسلواک بود که تا به امروز شخصیت اصلی بسیاری از رمان‌ها، شعرها و فیلم‌های اسلواکی بوده‌است. مطابق افسانه‌ها، او از اشراف و ثروتمندان می‌دزدید و به فقرا می‌بخشید، عملی که اغلب به رابین هود نسبت داده می‌شود. این افسانه در کشورهای لهستان (با نام «یژی یانوشیک» و همچنین «یانوشیک»، «یانیچک» یا «یانیتسک») و جمهوری چک شناخته شده‌است. راهزن واقعی شباهت چندانی با افسانه‌های معاصر درباره‌اش ندارد، افسانه‌هایی که محتوای‌شان تا حدی منعکس کننده اسطوره‌های عامیانه فراگیر از قهرمانی است که از ثروتمندان می‌گیرد و به فقرا می‌بخشد. با این حال، این افسانه نیز در قرن نوزدهم توسط فعالان و نویسندگان تکوین یافت، که در آنها «یانوشیک» به یک راهزن جاده‌ای در داستان‌هایی تبدیل شد که در مناطق شمالی پادشاهی مجارستان (امروزه در خاک اسلواکی) و در میان گورال‌های محلی منطقهٔ «پُدخاله» در شمال کوه‌های تاترا فعالیت داشت. تصویر یانوشیک به عنوان نماد مقاومت در برابر ظلم زمانی تقویت شد که اشعار مربوط به او به بخشی از برنامه درسی ادبیات کشورهای اسلواکی و جمهوری چک در دوره راهنمایی و دبیرستان راه یافت و دوباره با ساخت فیلم‌های متعددی دربارهٔ او در قرن بیستم تبلیغ شد. در جریان قیام ملی اسلواکی علیه نازیسم، یکی از گروه‌های پارتیزانی نام او را برای خود انتخاب نمود.
او در روستایی در قلمروی پادشاهی هابسبورگ در خاک پادشاهی مجارستان بزرگ شد و هنگامی که پانزده سال سن داشت، با شورشیان کوروتس جنگید. وی سپس به خدمت ارتش دودمان هابسبورگ درآمد. در سال ۱۷۱۰ هنگامی که نگهبان زندانی در بیتچا بود، به فرار یکی از دوستانش به نام «توماش اوهورچیک» کمک کرد. ایندو با هم یک گروه راهزنی جاده‌ای ایجاد کردند و یانوشیک در ۲۳ سالگی سرکردگی آن را پس از کناره‌گیری اوهورچیک به‌عهده گرفت. مکان فعالیت اینها بخشی از خاک کشورهای اسلواکی، موراویا و لهستان امروزی بود و بیشتر قربانیان آنها تجار ثروتمند بودند. تحت رهبری یانوشیک، این گروه فوق‌العاده جوانمردانه عمل می‌کرد: آنها هیچ‌یک از قربانیان را نکشتند و حتی به کشیشی که تصادفاً مجروح شده بود کمک کردند. همچنین گفته می‌شود که آنها غنایم و اموال دزدی را با فقرا تقسیم می‌کردند و این قسمت از افسانه ممکن است واقعیت داشته باشد.
وی را در پائیز ۱۷۱۲ به دام انداختند و در لیپتوسکی میکولاش محاکمه کردند. محاکمه او در ۱۶ و ۱۷ مارس ۱۷۱۳ برگزار شد که طی آن به اعدام محکوم شد. تاریخ دقیق اعدام او نامشخص است اما آن زمان مرسوم بود که به محض پایان دادگاه، آن را اجرا می‌کردند. نحوه اعدام او که تا اوایل قرن نوزدهم کسی از آن آگاهی نداشت، بخشی از افسانه معاصر درباره‌اش شد. قلابی فلزی از پهلوی چپش و به درون دنده‌ها وارد کردند و او را به همان صورت از چوبه دار آویزان کردند تا بمیرد. این شیوه وحشیانه اعدام مختص سرکردهٔ دزدان بود. با این حال، منابع در مورد نحوه اعدام او اختلاف نظر دارند، و همچنین ممکن است که یانوشیک به دار آویخته شده باشد. طبق افسانه‌ای دیگر، او حاضر به قبول تیر خلاص در ازای لو دادن نام یارانش نشد و آن را با گفتن این جمله رد کرد: "حالا که مرا پخته‌ای پس باید مرا بخوری!" و سپس خودش، روی قلاب فلزی اعدام پرید.